# Баттерси
Ба́ттерси — расположенный на берегу Темзы жилой район южного Лондона, входящий в состав боро Уондсуэрт. На его территории находятся Баттерси-Парк и электростанция Баттерси.
Население Баттерси в 2001 году — 73 345 человек.

## История

### Современность
Ещё в конце прошлого века Баттерси был заброшенной и небезопасной индустриально-складской зоной с неработающими доками, причалами и электростанцией. Но в XXI веке обстановка в Баттерси резко изменилась: стали появляться современные жилые комплексы, различные архитектурные сооружения, улучшилась инфраструктура. В Баттерси работали такие именитые архитекторы, как Ричард Роджерс и Норман Фостер. «Жемчужиной» района является парк Баттерси с его зелеными аллеями, прудами, фонтанами, беговыми дорожками и небольшим зоопарком.
В 2016 году из Мейфэр переедет посольство США, вокруг которого будет выстроен жилой квартал. Недалеко расположенное здание электростанции Баттерси, неработающей уже много лет и охраняемой государством, будет преобразовано в комплекс с бутиками, ресторанами, отелем, множеством офисных и коммерческих помещений. Таким образом, район Баттерси является одним из самых перспективных для инвестирования.

## География
Район Баттерси находится на берегу Темзы на юге Лондона и входит в состав боро Уондсуэрт.

## Руководство
Членом Парламента от Баттерси в 2010 году стала консерватор Джейн Эллисон.

## Достопримечательности
- Баттерси-Парк[англ.]
- Электростанция Баттерси